# Nemateleotris
Nemateleotris é um gênero de peixes tropicais de água salgada que são conhecidos por peixes-fogo, pois possuem uma coloração muito chamativa e ofuscante, com algumas espécies que possuem cores iguais a labaredas de fogo. Os peixes-fogo pertencem á família Microdesmidae, e são nativos do Indo-Pacífico tropical.

## Espécies
Atualmente são conhecidas apenas as seguintes espécies:
- Nemateleotris decora J. E. Randall & G. R. Allen, 1973
- Nemateleotris exquisita J. E. Randall & Connell, 2013[4]
- Nemateleotris helfrichi J. E. Randall & G. R. Allen, 1973
- Nemateleotris magnifica Fowler, 1938
- Nemateleotris lavandula  Yi-Kai Tea & Helen K. Larson, 2023